# Mała Komorza
Mała Komorza – wieś borowiacka w Polsce, położona w województwie kujawsko-pomorskim, w powiecie tucholskim, w gminie Tuchola. W skład sołectwa Mała Komorza wchodzą również miejscowości Dąbrówka i Wielka Komorza.

## Historia
Wzmiankowana w XIV wieku. We wsi znajduje się, zbudowany w połowie XIX wieku, pałac rodziny Janta Połczyńskich, otoczony parkiem krajobrazowym z 2. połowy XIX wieku. W 1971 pałac uległ zniszczeniu w wyniku pożaru, został odbudowany w latach 1972–1973. Piętrowy, klasycystyczny, ozdobiony centralnym portykiem.
W 1942 administracja niemiecka wprowadziła dla miejscowości okupacyjną nazwę Kammergut. W latach 1975–1998 miejscowość administracyjnie należała do województwa bydgoskiego. Według Narodowego Spisu Powszechnego (III 2011 r.) liczyła 91 mieszkańców. Jest siedemnastą co do wielkości miejscowością gminy Tuchola.

## Urodzeni w Małej Komorzy
- Bronisław Dembiński – polski historyk, polityk, profesor uniwersytetów Lwowskiego, Warszawskiego i Poznańskiego, działacz państwowy, poseł na Sejm Ustawodawczy[5].
- Wiesław Szlachetka – polski duchowny rzymskokatolicki, doktor nauk teologicznych, biskup pomocniczy gdański od 2014[6].